# Ion Belaustegui
Ion Belaustegui Ruano  (Donostia-San Sebastián, Gipuzkoa, 19. ožujka 1979.) je španjolski rukometaš. Igra na poziciji desnog vanjskog napadača. Španjolski je reprezentativac. Trenutačno igra za španjolski klub San Antonio. Još je igrao za Barcelonu, Valladolid, Ademar Leon, HSV, Ciudad Real i Ciudad de Logroño.
Osvojio je veći broj španjolskih i europskih klupskih naslova. Sa Španjolskom je osvojio zlato na Mediteranskim igrama 2005., srebro na EP-u 2006. i broncu na OI 2008. u Pekingu.

## Vanjske poveznice
- Jon Belaustegui en la página del CB Ciudad Real